# Notonyx castroi
Notonyx castroi is een krabbensoort uit de familie van de Goneplacidae. De wetenschappelijke naam van de soort is voor het eerst geldig gepubliceerd in 2010 door Rahayu & Ng.